# Llista de monuments de Sants-Montjuïc
Llista de monuments de Sants-Montjuïc (Barcelona) inclosos en l'Inventari del Patrimoni Arquitectònic Català i en el catàleg de Patrimoni Arquitectònic de Barcelona.

## Monuments d'Interès Nacional
Monuments inscrits en el Registre de Béns Culturals d'Interès Nacional (BCIN) amb la classificació de monuments històrics per ser una construcció o altra obra material produïda per l'activitat humana que configura una unitat singular de les més rellevants del patrimoni cultural català.
| Monument                                                    | Protecció    | Estil/època                                           | Localització                               | Coordenades                                          | Codi?         | Imatge |
| ----------------------------------------------------------- | ------------ | ----------------------------------------------------- | ------------------------------------------ | ---------------------------------------------------- | ------------- | --- |
| Fàbrica Casaramona                                          | BCIN 62-MH   | Modernisme Josep Puig i Cadafalch XX                  | Barcelona C. de Mèxic, 36-44               | 41° 22′ 17″ N, 2° 08′ 59″ E / 41.37133°N,2.14975°E   | RI-51-0004203 | Fàbrica Casaramona (Barcelona) · Vegeu més fotos d'aquest monument · Carregueu una nova foto d'aquest monument             |
| Vapor Vell de Sants                                         | BCIN 293-MH  | Obra popular XIX                                      | Barcelona C. de Galileu                    | 41° 22′ 37″ N, 2° 08′ 05″ E / 41.37694°N,2.13472°E   | RI-51-0010213 | Vapor Vell de Sants (Barcelona) · Vegeu més fotos d'aquest monument · Carregueu una nova foto d'aquest monument            |
| Castell de Montjuïc                                         | BCIN 512-MH  | XVIII                                                 | Barcelona                                  | 41° 21′ 48″ N, 2° 09′ 58″ E / 41.363333°N,2.166111°E | RI-51-0005199 | Castell de Montjuïc (Barcelona) · Vegeu més fotos d'aquest monument · Carregueu una nova foto d'aquest monument            |
| Pavelló alemany                                             | BCIN 1978-MH | Racionalisme Mies van der Rohe XX (1929)              | Barcelona Av. Francesc Ferrer i Guàrdia, 7 | 41° 22′ 14″ N, 2° 09′ 00″ E / 41.370597°N,2.150102°E | RI-51-0010902 | Pavelló alemany (Barcelona) · Vegeu més fotos d'aquest monument · Carregueu una nova foto d'aquest monument                |
| Fundació Miró                                               | BCIN 3870-MH | Racionalisme XX Mitjan                                | Barcelona Parc de Montjuïc                 | 41° 22′ 07″ N, 2° 09′ 36″ E / 41.36861°N,2.16°E      | RI-51-0011537 | Fundació Miró (Barcelona) · Vegeu més fotos d'aquest monument · Carregueu una nova foto d'aquest monument                  |
| Museu Arqueològic de Catalunya, Palau de les Arts Gràfiques | BCIN 4159-MH | Noucentisme Pelai Martínez i Paricio XX (1927-29)     | Barcelona Av. Santa Madrona, 37-43         | 41° 22′ 12″ N, 2° 09′ 29″ E / 41.36988°N,2.15794°E   | RI-51-0001315 | Museu Arqueològic de Catalunya (Barcelona) · Vegeu més fotos d'aquest monument · Carregueu una nova foto d'aquest monument |
| Palau Nacional, Museu Nacional d'Art de Catalunya           | BCIN 4160-MH | Eclecticisme Eugenio Cendoya, Enric Catà XX (1927-29) | Barcelona Mirador del Palau Nacional, 6    | 41° 22′ 06″ N, 2° 09′ 12″ E / 41.368333°N,2.153333°E | RI-51-0001316 | Palau Nacional (Barcelona) · Vegeu més fotos d'aquest monument · Carregueu una nova foto d'aquest monument                 |

## Monuments d'Interès Local
Monuments declarats com Béns Culturals d'Interès Local (BCIL), inclosos en el Catàleg de Patrimoni Arquitectònic de Barcelona amb el nivell de protecció B.
| Monument                                                                                             | Protecció | Estil/època                                                                                   | Localització | Coordenades                                          | Codi?     | Imatge |
| --- | --------- | --------------------------------------------------------------------------------------------- | --- | ---------------------------------------------------- | --------- | --- |
| Antiga Fàbrica Arañó, Ventajó Cia., després Manufactures Serra i Balet, Club Esportiu Mediterrani    | BCIL 2000 | Historicisme Jaume Gustà i Bondia 1901-03                                                     | Barcelona C. Begur, 44-52 - c. Bacardí, 44-64 - c. Canalejas, 32-54 - c. Sugranyes, 65-75                               | 41° 22′ 23″ N, 2° 07′ 50″ E / 41.373102°N,2.130457°E | IPA-29878 | Antiga Fàbrica Arañó, Ventajó Cia. (Barcelona) · Vegeu més fotos d'aquest monument · Carregueu una nova foto d'aquest monument                      |
| Estació de la Magòria, antiga estació terminal de ferrocarrils                                       | BCIL 2000 | Modernisme Josep Doménech i Estapá 1912                                                       | Barcelona C. Moianés, 1-17 - Gran Via de les Corts Catalanes, 181-247 - c. Mossèn Amadeu Oller, 2-12 - c. Corral, 1-14  | 41° 22′ 13″ N, 2° 08′ 32″ E / 41.370155°N,2.142316°E | IPA-30308 | Estació de la Magòria (Barcelona) · Vegeu més fotos d'aquest monument · Carregueu una nova foto d'aquest monument                                   |
| Polvorí i cos de guàrdia                                                                             | BCIL 2000 | Obra popular 1733                                                                             | Barcelona C. Camí del Polvorí                                                                                           | 41° 21′ 51″ N, 2° 08′ 34″ E / 41.364259°N,2.142823°E | IPA-30312 | Polvorí i cos de guàrdia (Barcelona) · Vegeu més fotos d'aquest monument · Carregueu una nova foto d'aquest monument                                |
| Estadi de l'Exposició de 1929, Estadi Lluís Companys, i escultures Genets, Porta Marató, torre i mur | BCIL 2000 | Eclecticisme Pere Domènech i Roura 1926-29; 1985-90                                           | Barcelona Pl. Nemesi Ponsati - av. Estadi                                                                               | 41° 21′ 54″ N, 2° 09′ 18″ E / 41.36491°N,2.15495°E   | IPA-39655 | Estadi de l'Exposició de 1929 (Barcelona) · Vegeu més fotos d'aquest monument · Carregueu una nova foto d'aquest monument                           |
| Casa de Consol Grassot                                                                               | BCIL 2000 | Eclecticisme Modest Feu i Estrada 1902                                                        | Barcelona C. Sants, 145-147                                                                                             | 41° 22′ 31″ N, 2° 07′ 58″ E / 41.375399°N,2.132856°E | IPA-40123 | Casa de Consol Grassot (Barcelona) · Vegeu més fotos d'aquest monument · Carregueu una nova foto d'aquest monument                                  |
| Seu del Districte de Sants-Montjuïc, antiga Tinença d'Alcaldia d'Hostafrancs                         | BCIL 2000 | Modernisme, noucentisme Jaume Gustà i Bondia, Ubald Iranzo i Eiras 1908-1915                  | Barcelona C. Creu Coberta, 104-106                                                                                      | 41° 22′ 31″ N, 2° 08′ 32″ E / 41.375362°N,2.142248°E | IPA-40361 | Seu del Districte de Sants-Montjuïc (Barcelona) · Vegeu més fotos d'aquest monument · Carregueu una nova foto d'aquest monument                     |
| Font de la Plaça d'Espanya                                                                           | BCIL 2000 | Noucentisme Josep M. Jujol, Miquel Blay, Miquel i Llucià Oslé 1928-29                         | Barcelona Plaça d'Espanya                                                                                               | 41° 22′ 30″ N, 2° 08′ 57″ E / 41.37504°N,2.14916°E   | IPA-40381 | Font de la Plaça d'Espanya (Barcelona) · Vegeu més fotos d'aquest monument · Carregueu una nova foto d'aquest monument                              |
| Casa Josep Masana                                                                                    | BCIL 2000 | Expresionisme Ramon Reventós i Farrerons 1928                                                 | Barcelona C. de Lleida, 9-11 - c. de Tamarit, 68-70 - c. de l'Olivera, 68-80                                            | 41° 22′ 25″ N, 2° 09′ 17″ E / 41.373709°N,2.154751°E | IPA-40418 | Casa Josep Masana (Barcelona) · Vegeu més fotos d'aquest monument · Carregueu una nova foto d'aquest monument                                       |
| Pavelló de la Ciutat de Barcelona, UT de la Guàrdia Urbana de Sants-Montjuïc                         | BCIL 2000 | Noucentisme Josep Goday i Casals 1928-29                                                      | Barcelona Av. Guàrdia Urbana - av. Rius i Taulet                                                                        | 41° 22′ 19″ N, 2° 09′ 13″ E / 41.37188°N,2.15356°E   | IPA-40438 | Pavelló de la Ciutat de Barcelona (Barcelona) · Vegeu més fotos d'aquest monument · Carregueu una nova foto d'aquest monument                       |
| Palau d'Alfons XIII                                                                                  | BCIL 2000 | Historicisme, noucentisme Josep Puig i Cadafalch 1920-1922                                    | Barcelona Pl. Carles Buigas, 1-3 - pl. Cascades, 1 - pl. Josep Puig i Cadafalch, 1-3                                    | 41° 22′ 15″ N, 2° 09′ 11″ E / 41.37071°N,2.15309°E   | IPA-40439 | Palau d'Alfons XIII (Barcelona) · Vegeu més fotos d'aquest monument · Carregueu una nova foto d'aquest monument                                     |
| Les Tres Xemeneies, xemeneies FECSA                                                                  | BCIL 2000 | Eclecticisme Narcís Xifra 1896; 1904.                                                         | Barcelona Av. Paral·lel, 51 al 55                                                                                       | 41° 22′ 28″ N, 2° 10′ 16″ E / 41.37444°N,2.17114°E   | IPA-40446 | Les Tres Xemeneies (Barcelona) · Vegeu més fotos d'aquest monument · Carregueu una nova foto d'aquest monument                                      |
| Casa M. Araceli Fabra i Puig                                                                         | BCIL 2000 | Modernisme Miquel Madorell i Rius 1903                                                        | Barcelona C. Sants, 151-211 - c. Sant Medir, 2                                                                          | 41° 22′ 31″ N, 2° 07′ 57″ E / 41.375329°N,2.132445°E | IPA-40637 | Casa M. Araceli Fabra i Puig (Barcelona) · Vegeu més fotos d'aquest monument · Carregueu una nova foto d'aquest monument                            |
| Torres d'accés al recinte de l'Exposició de 1929                                                     | BCIL 2000 | Historicisme Ramon Reventós i Farrerons 1927-29                                               | Barcelona Pl. Espanya - av. Maria Cristina                                                                              | 41° 22′ 27″ N, 2° 08′ 59″ E / 41.37404°N,2.14986°E   | IPA-41190 | Torres d'accés al recinte de l'Exposició de 1929 (Barcelona) · Vegeu més fotos d'aquest monument · Carregueu una nova foto d'aquest monument        |
| Poble Espanyol                                                                                       | BCIL 2000 | Historicisme Francesc Folguera i Ramon Reventós 1926-29                                       | Barcelona Av. Marquès de Comillas, 13-27                                                                                | 41° 22′ 09″ N, 2° 08′ 48″ E / 41.369139°N,2.146692°E | IPA-41191 | Poble Espanyol (Barcelona) · Vegeu més fotos d'aquest monument · Carregueu una nova foto d'aquest monument                                          |
| Cases Heras i Llobet, habitatges Jujol, cases Magí Llobet i Sala                                     | BCIL 2000 | Modernista Manuel Joaquim Raspall i Josep Maria Jujol 1908                                    | Barcelona C. Tapioles, 49-51                                                                                            | 41° 22′ 21″ N, 2° 09′ 50″ E / 41.372439°N,2.163955°E | IPA-41325 | Cases Heras i Llobet (Barcelona) · Vegeu més fotos d'aquest monument · Carregueu una nova foto d'aquest monument                                    |
| Església de Santa Madrona, portal del Convent de Sant Joan de Jerusalem                              | BCIL 2000 | Historicisme neogòtic, barroc Adrià Casademunt i Vidal Porta: 1750, aprox.; església: 1884-88 | Barcelona C. Tapioles, 10 - c. Margarit, 7 bis                                                                          | 41° 22′ 29″ N, 2° 09′ 54″ E / 41.374598°N,2.164985°E | IPA-41326 | Església de Santa Madrona (Barcelona) · Vegeu més fotos d'aquest monument · Carregueu una nova foto d'aquest monument                               |
| Mercat de Sants                                                                                      | BCIL 2000 | Arquitectura del ferro, modernisme Pere Falqués i Urpí 1898 - 1913                            | Barcelona C. Sant Jordi, 6 - c. Càceres, 1 - c. Daoiz i Velarde, 10 - c. Sant Medir, 7                                  | 41° 22′ 29″ N, 2° 08′ 02″ E / 41.374800°N,2.133773°E | IPA-41967 | Mercat de Sants (Barcelona) · Vegeu més fotos d'aquest monument · Carregueu una nova foto d'aquest monument                                         |
| Torre del Rellotge, actual seu de l'Arxiu Municipal del districte de Sants-Montjuïc                  | BCIL 2000 | Gòtic Segle XIV; segle XX                                                                     | Barcelona Pl. Bonet i Muixí, 3 - 4 bis                                                                                  | 41° 22′ 27″ N, 2° 08′ 12″ E / 41.374216°N,2.136693°E | IPA-42479 | Torre del Rellotge (Barcelona) · Vegeu més fotos d'aquest monument · Carregueu una nova foto d'aquest monument                                      |
| Edifici d'habitatges al carrer Cabanes, 28                                                           | BCIL 2000 | Art Déco 1930, aprox.                                                                         | Barcelona C. Cabanes, 28                                                                                                | 41° 22′ 24″ N, 2° 10′ 12″ E / 41.373411°N,2.170105°E | IPA-42480 | Edifici d'habitatges al carrer Cabanes, 28 (Barcelona) · Vegeu més fotos d'aquest monument · Carregueu una nova foto d'aquest monument              |
| Col·legi Públic Lluís Vives                                                                          | BCIL 2000 | Noucentista Josep Goday i Casals 1920-23                                                      | Barcelona C. Canalejas, 107 - c. Carreras i Candi, 86 - c. Pavía, 86 - c. Riera Blanca, 123-129                         | 41° 22′ 18″ N, 2° 07′ 42″ E / 41.37167°N,2.12833°E   | IPA-42481 | Col·legi Públic Lluís Vives (Barcelona) · Vegeu més fotos d'aquest monument · Carregueu una nova foto d'aquest monument                             |
| Fàbrica Germans Climent                                                                              | BCIL 2000 | Noucentista Modest Feu i Estrada 1925                                                         | Barcelona C. Comtes de Bell-lloch, 76-78 - c. Puiggarí, 12-22 - c. Viriat, 5-9                                          | 41° 22′ 47″ N, 2° 08′ 16″ E / 41.379828°N,2.137801°E | IPA-42482 | Fàbrica Germans Climent (Barcelona) · Vegeu més fotos d'aquest monument · Carregueu una nova foto d'aquest monument                                 |
| Mercat d'Hostafrancs                                                                                 | BCIL 2000 | Arquitectura del ferro Antoni Rovira i Trias Inauguració: 1888                                | Barcelona C. Creu Coberta, 93 - c. Àliga - c. Hostafrancs - c. Vilardell                                                | 41° 22′ 31″ N, 2° 08′ 37″ E / 41.375188°N,2.143546°E | IPA-42483 | Mercat d'Hostafrancs (Barcelona) · Vegeu més fotos d'aquest monument · Carregueu una nova foto d'aquest monument                                    |
| Casa Jaume Estrada                                                                                   | BCIL 2000 | Modernisme Modest Feu i Estrada 1906                                                          | Barcelona C. Sants, 54 - c. Salou, 1-3                                                                                  | 41° 22′ 31″ N, 2° 08′ 17″ E / 41.375336°N,2.138110°E | IPA-42484 | Casa Jaume Estrada (Barcelona) · Vegeu més fotos d'aquest monument · Carregueu una nova foto d'aquest monument                                      |
| Cinema Liceu                                                                                         | BCIL 2000 | Neoracionalista Antoni de Moragas i Gallissà 1957-59                                          | Barcelona C. Sants, 88-96                                                                                               | 41° 22′ 31″ N, 2° 08′ 12″ E / 41.375367°N,2.136646°E | IPA-42485 | Cinema Liceu (Barcelona) · Vegeu més fotos d'aquest monument · Carregueu una nova foto d'aquest monument                                            |
| Casa Miquel Tusset                                                                                   | BCIL 2000 | Modernisme Modest Feu i Estrada 1911-14                                                       | Barcelona C. Sants, 130 - c. Blanco, 15 i 17                                                                            | 41° 22′ 32″ N, 2° 08′ 04″ E / 41.375563°N,2.134324°E | IPA-42486 | Casa Miquel Tusset (Barcelona) · Vegeu més fotos d'aquest monument · Carregueu una nova foto d'aquest monument                                      |
| Casa Andreu Capdevila i Amigó                                                                        | BCIL 2000 | Modernisme Modest Feu i Estrada 1922                                                          | Barcelona C. Sants, 131                                                                                                 | 41° 22′ 31″ N, 2° 08′ 03″ E / 41.375389°N,2.134044°E | IPA-42487 | Casa Andreu Capdevila i Amigó (Barcelona) · Vegeu més fotos d'aquest monument · Carregueu una nova foto d'aquest monument                           |
| Casa Tomàs Vendrell                                                                                  | BCIL 2000 | Modernisme Miquel Madorell Rius 1900-1908, ampliada per Jaume Feu en 1934                     | Barcelona C. Sants, 149 - c. Sant Medir, 1                                                                              | 41° 22′ 32″ N, 2° 07′ 58″ E / 41.375439°N,2.132685°E | IPA-42488 | Casa Tomàs Vendrell (Barcelona) · Vegeu més fotos d'aquest monument · Carregueu una nova foto d'aquest monument                                     |
| Foment Republicà de Sants, antic Ateneu Batllori                                                     | BCIL 2000 | Eclecticisme Enric Figueras i Ribas 1894                                                      | Barcelona C. Cros, 7-11 - c. Sant Crist, 52-56                                                                          | 41° 22′ 29″ N, 2° 08′ 17″ E / 41.374847°N,2.138038°E | IPA-42489 | Foment Republicà de Sants (Barcelona) · Vegeu més fotos d'aquest monument · Carregueu una nova foto d'aquest monument                               |
| Cases Carme Vidal                                                                                    | BCIL 2000 | Modernisme Josep Masdeu i Puigdemasa 1905                                                     | Barcelona C. Cros, 27-29 - c. Rei Martí, 7-11                                                                           | 41° 22′ 26″ N, 2° 08′ 18″ E / 41.373953°N,2.138365°E | IPA-42490 | Cases Carme Vidal (Barcelona) · Vegeu més fotos d'aquest monument · Carregueu una nova foto d'aquest monument                                       |
| Casa Henriette Cros i Isaac                                                                          | BCIL 2000 | Historicisme Enric Figueras i Ribas 1903                                                      | Barcelona C. Dalmau, 11                                                                                                 | 41° 22′ 24″ N, 2° 08′ 12″ E / 41.373405°N,2.136792°E | IPA-42491 | Casa Henriette Cros i Isaac (Barcelona) · Vegeu més fotos d'aquest monument · Carregueu una nova foto d'aquest monument                             |
| Far de la Torre del Riu (Delta del Llobregat)                                                        | BCIL 2000 | Segle xix                                                                                     | Barcelona C. Far del Llobregat - Moll Álvarez de la Campa - Moll Príncep Espanya                                        | 41° 19′ 30″ N, 2° 09′ 08″ E / 41.325103°N,2.152258°E | IPA-42492 | Far de la Torre del Riu (Barcelona) · Vegeu més fotos d'aquest monument · Carregueu una nova foto d'aquest monument                                 |
| Xemeneia de l'antiga Fábrica La Porcelana                                                            | BCIL 2000 | Posterior al 1890                                                                             | Barcelona Pl. Joan Corrades i Bosch                                                                                     | 41° 22′ 23″ N, 2° 08′ 38″ E / 41.37308°N,2.143905°E  | IPA-42493 | Xemeneia de l'antiga Fábrica La Porcelana (Barcelona) · Vegeu més fotos d'aquest monument · Carregueu una nova foto d'aquest monument               |
| Font Màgica                                                                                          | BCIL 2000 | Art-déco Carles Buigas i Sans 1927-29                                                         | Barcelona Pl. Carles Buigas                                                                                             | 41° 22′ 16″ N, 2° 09′ 07″ E / 41.37113°N,2.15181°E   | IPA-42494 | Font Màgica (Barcelona) · Vegeu més fotos d'aquest monument · Carregueu una nova foto d'aquest monument                                             |
| Font de la Bellesa                                                                                   | BCIL 2000 | Noucentisme, modernisme Josep Llimona 1925                                                    | Barcelona Pl. Dante | 41° 22′ 07″ N, 2° 09′ 55″ E / 41.368682°N,2.165245°E | IPA-42495 | Font la Bellesa (Barcelona) · Vegeu més fotos d'aquest monument · Carregueu una nova foto d'aquest monument                                         |
| Ermita de Santa Madrona                                                                              | BCIL 2000 | Obra popular 1734                                                                             | Barcelona Av. Estadi - pg. Santa Madrona - av. Montanyans                                                               | 41° 22′ 07″ N, 2° 09′ 19″ E / 41.368714°N,2.155159°E | IPA-42496 | Ermita de Santa Madrona (Barcelona) · Vegeu més fotos d'aquest monument · Carregueu una nova foto d'aquest monument                                 |
| Casa de la Premsa                                                                                    | BCIL 2000 | Eclecticisme Pere Domènech i Roura 1928-29                                                    | Barcelona Av. Guàrdia Urbana - av. Rius i Taulet                                                                        | 41° 22′ 20″ N, 2° 09′ 14″ E / 41.37236°N,2.15382°E   | IPA-42497 | Casa de la Premsa (Barcelona) · Vegeu més fotos d'aquest monument · Carregueu una nova foto d'aquest monument                                       |
| Estàtua eqüestre de Sant Jordi                                                                       | BCIL 2000 | Realisme Josep Llimona 1918                                                                   | Barcelona Pl. Sant Jordi                                                                                                | 41° 22′ 01″ N, 2° 08′ 38″ E / 41.367075°N,2.143959°E | IPA-42498 | Estàtua eqüestre de Sant Jordi (Barcelona) · Vegeu més fotos d'aquest monument · Carregueu una nova foto d'aquest monument                          |
| Font de Ceres                                                                                        | BCIL 2000 | Academicisme Celdoni Guixà i Alsina Inauguració: 1825                                         | Barcelona Pl. Sant Jordi                                                                                                | 41° 22′ 01″ N, 2° 08′ 41″ E / 41.367043°N,2.144694°E | IPA-42499 | Font de Ceres (Barcelona) · Vegeu més fotos d'aquest monument · Carregueu una nova foto d'aquest monument                                           |
| Antiga Fàbrica Joan Batlló                                                                           | BCIL 2000 | Eclecticisme Juan Antonio Molinero 1877-78                                                    | Barcelona C. Mossèn Amadeu Oller, 3-41 - Gran Via Corts Catalanes, 159-179 - c. Parcerisa, 4-24 - c. Cadena, 4-22       | 41° 22′ 10″ N, 2° 08′ 15″ E / 41.36948°N,2.13749°E   | IPA-42500 | Antiga Fàbrica Joan Batlló (Barcelona) · Vegeu més fotos d'aquest monument · Carregueu una nova foto d'aquest monument                              |
| Menjadors de la Fàbrica Seat i Laboratoris Seat                                                      | BCIL 2000 | Neoracionalista Manuel Barbero, Rafael de la Joya i César Ortiz-Echagüe 1954-60               | Barcelona C. Número 2 de la Zona Franca, 25                                                                             | 41° 20′ 31″ N, 2° 08′ 06″ E / 41.341839°N,2.134931°E | IPA-42501 | Menjadors de la Fàbrica Seat i Laboratoris Seat (Barcelona) · Vegeu més fotos d'aquest monument · Carregueu una nova foto d'aquest monument         |
| Xemeneia de la plaça Olivereta, Manufactures Serra i Balet                                           | BCIL 2000 | 1890, aprox.                                                                                  | Barcelona Pl. Olivereta, 2 - c. Carreras i Candi, 65-77 - c. Canalejas, 56-74 - c. Sugranyes, 64-76 - c. Bacardí, 28-42 | 41° 22′ 21″ N, 2° 07′ 45″ E / 41.37262°N,2.12918°E   | IPA-42502 | Xemeneia de la plaça Olivereta (Barcelona) · Vegeu més fotos d'aquest monument · Carregueu una nova foto d'aquest monument                          |
| Casa Ramon Pont                                                                                      | BCIL 2000 | Racionalisme Ramon Puig i Gairalt 1929                                                        | Barcelona C. Olzinelles, 20 - c. Sagunt, 108                                                                            | 41° 22′ 25″ N, 2° 08′ 11″ E / 41.373541°N,2.136430°E | IPA-42503 | Casa Ramon Pont (Barcelona) · Vegeu més fotos d'aquest monument · Carregueu una nova foto d'aquest monument                                         |
| Habitatge plurifamiliar al carrer Blasco de Garay, 14                                                | BCIL 2000 | Eclecticisme 1908, aprox.                                                                     | Barcelona C. Blasco de Garay, 14                                                                                        | 41° 22′ 27″ N, 2° 09′ 47″ E / 41.374076°N,2.162949°E | IPA-42504 | Habitatge plurifamiliar al carrer Blasco de Garay, 14 (Barcelona) · Vegeu més fotos d'aquest monument · Carregueu una nova foto d'aquest monument   |
| Habitatge plurifamiliar al carrer Blasco de Garay, 26                                                | BCIL 2000 | Modernisme 1906, aprox.                                                                       | Barcelona C. Blasco de Garay, 26                                                                                        | 41° 22′ 25″ N, 2° 09′ 46″ E / 41.373660°N,2.162859°E | IPA-42505 | Habitatge plurifamiliar al carrer Blasco de Garay, 26 (Barcelona) · Vegeu més fotos d'aquest monument · Carregueu una nova foto d'aquest monument   |
| Casa Florència Elias                                                                                 | BCIL 2000 | Art Déco Ramon Puig i Gairalt 1931                                                            | Barcelona C. Concòrdia, 54 - ptge. Pedreres, 14                                                                         | 41° 22′ 21″ N, 2° 09′ 34″ E / 41.372554°N,2.159362°E | IPA-42506 | Casa Florència Elias (Barcelona) · Vegeu més fotos d'aquest monument · Carregueu una nova foto d'aquest monument                                    |
| Conjunt del carrer Elkano                                                                            | BCIL 2000 | Modernisme Jaume Torras i Grau 1909                                                           | Barcelona C. Elkano, 11-17                                                                                              | 41° 22′ 21″ N, 2° 09′ 54″ E / 41.372581°N,2.164948°E | IPA-42507 | Conjunt del carrer Elkano (Barcelona) · Vegeu més fotos d'aquest monument · Carregueu una nova foto d'aquest monument                               |
| Casa Antònia Ribas de Fabré                                                                          | BCIL 2000 | Modernisme Ramon Ribera i Rodríguez 1900; reformes: 1910                                      | Barcelona C. Magalhaës, 27-31 bis - c. Poeta Cabanyes, 76 - c. Tapioles, 61                                             | 41° 22′ 19″ N, 2° 09′ 52″ E / 41.371884°N,2.164351°E | IPA-42508 | Casa Antònia Ribas de Fabré (Barcelona) · Vegeu més fotos d'aquest monument · Carregueu una nova foto d'aquest monument                             |
| Habitatge plurifamiliar al carrer Margarit, 30                                                       | BCIL 2000 | Modernisme Antonio Facerias 1905, aprox.                                                      | Barcelona C. Margarit, 30                                                                                               | 41° 22′ 24″ N, 2° 09′ 48″ E / 41.373447°N,2.163391°E | IPA-42509 | Habitatge plurifamiliar al carrer Margarit, 30 (Barcelona) · Vegeu més fotos d'aquest monument · Carregueu una nova foto d'aquest monument          |
| Casa Adolf Feu                                                                                       | BCIL 2000 | Modernisme Josep Masdeu i Puigdemasa 1912                                                     | Barcelona C. Margarit, 32                                                                                               | 41° 22′ 24″ N, 2° 09′ 48″ E / 41.373386°N,2.163452°E | IPA-42510 | Casa Adolf Feu (Barcelona) · Vegeu més fotos d'aquest monument · Carregueu una nova foto d'aquest monument                                          |
| Habitatge plurifamiliar al carrer Margarit, 34                                                       | BCIL 2000 | Modernisme 1908, aprox.                                                                       | Barcelona C. Margarit, 34                                                                                               | 41° 22′ 24″ N, 2° 09′ 48″ E / 41.373350°N,2.163399°E | IPA-42511 | Habitatge plurifamiliar al carrer Margarit, 34 (Barcelona) · Vegeu més fotos d'aquest monument · Carregueu una nova foto d'aquest monument          |
| Casa Eulàlia Tarragó                                                                                 | BCIL 2000 | Modernisme Josep Domènech i Estapà 1915-16                                                    | Barcelona C. Poeta Cabanyes, 47                                                                                         | 41° 22′ 23″ N, 2° 09′ 54″ E / 41.373189°N,2.165045°E | IPA-42512 | Casa Eulàlia Tarragó (Barcelona) · Vegeu més fotos d'aquest monument · Carregueu una nova foto d'aquest monument                                    |
| Casa Joaquim Campañà                                                                                 | BCIL 2000 | Eclecticisme Simón Cordomí i Carrera 1900, aprox.                                             | Barcelona C. Salvà, 70                                                                                                  | 41° 22′ 19″ N, 2° 09′ 54″ E / 41.371884°N,2.165098°E | IPA-42513 | Casa Joaquim Campañà (Barcelona) · Vegeu més fotos d'aquest monument · Carregueu una nova foto d'aquest monument                                    |
| Casa Juan Aragall                                                                                    | BCIL 2000 | Modernisme José Torres i Ferran 1903                                                          | Barcelona C. Tapioles, 12                                                                                               | 41° 22′ 28″ N, 2° 09′ 54″ E / 41.374521°N,2.164938°E | IPA-42514 | Casa Juan Aragall (Barcelona) · Vegeu més fotos d'aquest monument · Carregueu una nova foto d'aquest monument                                       |
| Habitatge plurifamiliar al carrer Tapioles, 28                                                       | BCIL 2000 | Modernisme 1904, aprox.                                                                       | Barcelona C. Tapioles, 28                                                                                               | 41° 22′ 24″ N, 2° 09′ 51″ E / 41.373295°N,2.164228°E | IPA-42515 | Habitatge plurifamiliar al carrer Tapioles, 28 (Barcelona) · Vegeu més fotos d'aquest monument · Carregueu una nova foto d'aquest monument          |
| Habitatge plurifamiliar al carrer Tapioles, 34                                                       | BCIL 2000 | Modernisme 1900-02, aprox.                                                                    | Barcelona C. Tapioles, 34                                                                                               | 41° 22′ 23″ N, 2° 09′ 51″ E / 41.373023°N,2.164063°E | IPA-42516 | Habitatge plurifamiliar al carrer Tapioles, 34 (Barcelona) · Vegeu més fotos d'aquest monument · Carregueu una nova foto d'aquest monument          |
| Habitatge plurifamiliar al carrer Tapioles, 38                                                       | BCIL 2000 | Modernisme 1915, aprox.                                                                       | Barcelona C. Tapioles, 38 - c. Elkano, 21                                                                               | 41° 22′ 22″ N, 2° 09′ 50″ E / 41.372792°N,2.163864°E | IPA-42517 | Habitatge plurifamiliar al carrer Tapioles, 38 (Barcelona) · Vegeu més fotos d'aquest monument · Carregueu una nova foto d'aquest monument          |
| El Molino, antic Cafè Concert Le Moulin Rouge                                                        | BCIL 2000 | Noucentisme, darreres tendències Manuel Joaquim Raspall i Mayol 1913; reforma 1929            | Barcelona C. Vila-Vilà, 99 - c. Roser, 2                                                                                | 41° 22′ 28″ N, 2° 10′ 02″ E / 41.374528°N,2.167253°E | IPA-42518 | El Molino (Barcelona) · Vegeu més fotos d'aquest monument · Carregueu una nova foto d'aquest monument                                               |
| Casa Joaquima Vendrell                                                                               | BCIL 2000 | Racionalisme Ramon Puig i Gairalt 1928 - 1930                                                 | Barcelona C. Vallhonrat, 22-26 - ptge. Prunera, 1                                                                       | 41° 22′ 26″ N, 2° 09′ 25″ E / 41.373957°N,2.156900°E | IPA-42519 | Casa Joaquima Vendrell (Barcelona) · Vegeu més fotos d'aquest monument · Carregueu una nova foto d'aquest monument                                  |
| Casa Teresa Llopart                                                                                  | BCIL 2000 | Eclecticisme 1892-93, aprox.                                                                  | Barcelona C. Watt, 8-10                                                                                                 | 41° 22′ 33″ N, 2° 08′ 23″ E / 41.375847°N,2.139816°E | IPA-42520 | Casa Teresa Llopart (Barcelona) · Vegeu més fotos d'aquest monument · Carregueu una nova foto d'aquest monument                                     |
| Centre de Formació de la Seat                                                                        | BCIL 2000 | Darreres tendències Manuel Barbero Rebolledo, Rafael de la Joya Castro 1956-57                | Barcelona Pg. Zona Franca, 53-59 - c. Cisell, 1-5                                                                       | 41° 21′ 15″ N, 2° 08′ 35″ E / 41.354166°N,2.143071°E | IPA-42521 | Centre de Formació de la Seat (Barcelona) · Vegeu més fotos d'aquest monument · Carregueu una nova foto d'aquest monument                           |
| Casa Montserrat Gili                                                                                 | BCIL 2000 | Modernisme Alexandre Soler i March 1916                                                       | Barcelona C. Blasco de Garay, 24                                                                                        | 41° 22′ 25″ N, 2° 09′ 46″ E / 41.373715°N,2.162879°E | IPA-42522 | Casa Montserrat Gili (Barcelona) · Vegeu més fotos d'aquest monument · Carregueu una nova foto d'aquest monument                                    |
| Escales, mirador i escultures La Terra, L'Aigua i Dones                                              | BCIL 2000 | Noucentisme Josep Puig i Cadafalch, Frederic Marés i Josep Llimona 1927                       | Barcelona Pg. Cascades - av. Rius i Taulet - Mirador del Palau Nacional                                                 | 41° 22′ 11″ N, 2° 09′ 11″ E / 41.369589°N,2.152948°E | IPA-42523 | Escales, mirador i escultures La Terra, L'Aigua i Dones (Barcelona) · Vegeu més fotos d'aquest monument · Carregueu una nova foto d'aquest monument |
| Ateneu Popular de Sants, antiga Casa Joan Costa, antiga Cooperativa El Amparo Obrero                 | BCIL 2000 | Noucentisme Josep Graner i Prat 1872-78; reforma 1921                                         | Barcelona C. Premià, 13-15                                                                                              | 41° 22′ 36″ N, 2° 08′ 20″ E / 41.376792°N,2.139015°E | IPA-42524 | Ateneu Popular de Sants (Barcelona) · Vegeu més fotos d'aquest monument · Carregueu una nova foto d'aquest monument                                 |
| Conjunt de la Satalia                                                                                | BCIL 2000 | Modernisme, historicisme 1890                                                                 | Barcelona C. Blasco de Garay, 75                                                                                        | 41° 22′ 17″ N, 2° 09′ 43″ E / 41.37139°N,2.16208°E   | IPA-52329 | Conjunt de la Satalia (Barcelona) · Vegeu més fotos d'aquest monument · Carregueu una nova foto d'aquest monument                                   |
| Habitatge unifamiliar al passatge de Serrahima, 12                                                   | BCIL 2000 | Historicisme 1896                                                                             | Barcelona Ptge. Serrahima, 12                                                                                           | 41° 22′ 16″ N, 2° 09′ 41″ E / 41.37110°N,2.16137°E   | IPA-52346 | Habitatge unifamiliar al passatge de Serrahima, 12 (Barcelona) · Vegeu més fotos d'aquest monument · Carregueu una nova foto d'aquest monument      |
| Habitatge unifamiliar al passatge de Serrahima, 2                                                    | BCIL 2000 | Historicisme neogòtic 1897                                                                    | Barcelona Ptge. Serrahima, 2 - c. Blasco de Garay, 68-70                                                                | 41° 22′ 16″ N, 2° 09′ 42″ E / 41.37100°N,2.16174°E   | IPA-52350 | Habitatge unifamiliar al passatge de Serrahima, 2 (Barcelona) · Vegeu més fotos d'aquest monument · Carregueu una nova foto d'aquest monument       |
| Habitatge unifamiliar al passatge de Serrahima, 3                                                    | BCIL 2000 | Eclecticisme 1892                                                                             | Barcelona Ptge. Serrahima, 3                                                                                            | 41° 22′ 16″ N, 2° 09′ 42″ E / 41.37100°N,2.16156°E   | IPA-52353 | Habitatge unifamiliar al passatge de Serrahima, 3 (Barcelona) · Vegeu més fotos d'aquest monument · Carregueu una nova foto d'aquest monument       |
| Habitatge unifamiliar al passatge de Serrahima, 14                                                   | BCIL 2000 | Modernisme 1885                                                                               | Barcelona Ptge. Serrahima, 14                                                                                           | 41° 22′ 16″ N, 2° 09′ 41″ E / 41.37113°N,2.16131°E   | IPA-52355 | Habitatge unifamiliar al passatge de Serrahima, 14 (Barcelona) · Vegeu més fotos d'aquest monument · Carregueu una nova foto d'aquest monument      |
| Palau de Victòria Eugènia                                                                            | BCIL 2000 | Noucentisme, historicisme Josep Puig i Cadafalch 1920-1922                                    | Barcelona Pl. Carles Buïgas, 4-6 - pl- Cascades, 2 - pl. Josep Puig i Cadafalch, 4-5                                    | 41° 22′ 14″ N, 2° 09′ 05″ E / 41.37052°N,2.15133°E   | IPA-52566 | Palau de Victòria Eugènia (Barcelona) · Vegeu més fotos d'aquest monument · Carregueu una nova foto d'aquest monument                               |

## Monuments integrants del patrimoni
Altres monuments inclosos a l'Inventari del Patrimoni Arquitectònic Català.
| Monument                                                                     | Protecció | Estil/època                                                           | Localització                                                          | Coordenades                                          | Codi?     | Imatge |
| ---------------------------------------------------------------------------- | --------- | --------------------------------------------------------------------- | --------------------------------------------------------------------- | ---------------------------------------------------- | --------- | --- |
| Refugi antiaeri, Refugi 307                                                  |           | 1937-38                                                               | Barcelona C. Nou de la Rambla, 169                                    | 41° 22′ 17″ N, 2° 10′ 00″ E / 41.37142°N,2.16656°E   | IPA-30307 | Refugi 307 (Barcelona) · Vegeu més fotos d'aquest monument · Carregueu una nova foto d'aquest monument                                      |
| L'Espanya Industrial                                                         |           | Eclecticisme 1847                                                     | Barcelona C. Muntadas, 1-5 - c. Rector Triadó, 75-79                  | 41° 22′ 37″ N, 2° 08′ 26″ E / 41.37696°N,2.14049°E   | IPA-30310 | L'Espanya Industrial (Barcelona) · Vegeu més fotos d'aquest monument · Carregueu una nova foto d'aquest monument                            |
| Mas de l'antic Jardí Botànic                                                 |           | Obra popular XX                                                       | Barcelona Antic Jardí botànic                                         | 41° 22′ 02″ N, 2° 09′ 02″ E / 41.36730°N,2.15044°E   | IPA-30314 | Mas de l'antic Jardí Botànic (Barcelona) · Vegeu més fotos d'aquest monument · Carregueu una nova foto d'aquest monument                    |
| Cal Ros del Maiol, Escola Pública Perú                                       |           | Eclecticisme 1892                                                     | Barcelona C. Sagunt, 90-94                                            | 41° 22′ 22″ N, 2° 08′ 09″ E / 41.37284°N,2.13587°E   | IPA-30316 | Cal Ros del Maiol (Barcelona) · Vegeu més fotos d'aquest monument · Carregueu una nova foto d'aquest monument                               |
| Can Cros, Institució Montserrat                                              |           | Obra popular XIX                                                      | Barcelona C. Sant Crist, 58-66 - c. Cros 6-10                         | 41° 22′ 29″ N, 2° 08′ 16″ E / 41.37477°N,2.13774°E   | IPA-30317 | Can Cros (Barcelona) · Vegeu més fotos d'aquest monument · Carregueu una nova foto d'aquest monument                                        |
| Cal Farrero, Centre Cívic de la Casa del Rellotge                            |           | Noucentisme 1912                                                      | Barcelona Pg. de la Zona Franca, 136 - c. Mare de Déu del Port        | 41° 21′ 29″ N, 2° 08′ 30″ E / 41.35804°N,2.14159°E   | IPA-30318 | Cal Farrero (Barcelona) · Vegeu més fotos d'aquest monument · Carregueu una nova foto d'aquest monument                                     |
| Pavelló de l'Agricultura, Mercat de les Flors, Ciutat del Teatre             |           | Noucentisme 1927-1929                                                 | Barcelona Pg. Santa Madrona, 40-46 - c. Lleida, 53-55-57-61 - c. Baix | 41° 22′ 14″ N, 2° 09′ 27″ E / 41.370558°N,2.157539°E | IPA-40440 | Pavelló de l'Agricultura (Barcelona) · Vegeu més fotos d'aquest monument · Carregueu una nova foto d'aquest monument                        |
| Palau Sant Jordi                                                             |           | Darreres tendències Arata Isozaki 1984-1990                           | Barcelona Pg. Olímpic, 5-7                                            | 41° 21′ 48″ N, 2° 09′ 09″ E / 41.363389°N,2.152556°E | IPA-40647 | Palau Sant Jordi (Barcelona) · Vegeu més fotos d'aquest monument · Carregueu una nova foto d'aquest monument                                |
| Parc de Montjuïc (Jardins Amargós, Jardins Laribal, Jardins Teatre Grec)     |           | Noucentisme XX                                                        | Barcelona Pg. de Santa Madrona, Montjuïc                              | 41° 22′ 04″ N, 2° 09′ 28″ E / 41.36768°N,2.15782°E   | IPA-40649 | Parc de Montjuïc (Barcelona) · Vegeu més fotos d'aquest monument · Carregueu una nova foto d'aquest monument                                |
| Institut Cartogràfic de Catalunya, antic pavelló de la Caixa de Pensions     |           | Academicisme neoclassic Josep M. Ribas i Manuel M. Mayol XX (1928-29) | Barcelona Jardins Fabià Puigserver - pg. Santa Madrona                | 41° 22′ 12″ N, 2° 09′ 21″ E / 41.37004°N,2.155737°E  | IPA-41324 | Institut Cartogràfic de Catalunya (Barcelona) · Vegeu més fotos d'aquest monument · Carregueu una nova foto d'aquest monument               |
| Caserna de bombers del Poble Sec, Caserna de bombers de l'Exposició          |           | Noucentisme Emilio Gutiérrez XX                                       | Barcelona C. Lleida, 30                                               | 41° 22′ 25″ N, 2° 09′ 16″ E / 41.373675°N,2.154483°E | IPA-41327 | Caserna de bombers del Poble Sec (Barcelona) · Vegeu més fotos d'aquest monument · Carregueu una nova foto d'aquest monument                |
| Escola Mossèn Jacint Verdaguer, antic edifici de les oficines de l'Exposició |           | Noucentisme Juan Bruguera 1927                                        | Barcelona C. Lleida, 32                                               | 41° 22′ 24″ N, 2° 09′ 17″ E / 41.3732°N,2.154675°E   | IPA-41328 | Escola Mossèn Jacint Verdaguer (Barcelona) · Vegeu més fotos d'aquest monument · Carregueu una nova foto d'aquest monument                  |
| Edifici d'habitatges al carrer de Sant Jordi, 9                              |           | Eclecticisme XX                                                       | Barcelona C. Sant Jordi, 9                                            | 41° 22′ 30″ N, 2° 08′ 02″ E / 41.374931°N,2.133862°E | IPA-41968 | Edifici d'habitatges al carrer de Sant Jordi, 9 (Barcelona) · Vegeu més fotos d'aquest monument · Carregueu una nova foto d'aquest monument |
| Palauet Albéniz                                                              |           | Historicisme neoclàssic 1929                                          | Barcelona Av. Montanyans, 42-50 - pg. Santa Madrona, 7-17             | 41° 22′ 02″ N, 2° 09′ 20″ E / 41.367136°N,2.155642°E | IPA-42744 | Palauet Albéniz (Barcelona) · Vegeu més fotos d'aquest monument · Carregueu una nova foto d'aquest monument                                 |
| Font del Gat i Jardins de Laribal                                            |           | Noucentisme, modernisme Josep Puig i Cadafalch 1918-1925              | Barcelona Pg. Santa Madrona, 28                                       | 41° 22′ 04″ N, 2° 09′ 28″ E / 41.36768°N,2.15782°E   | IPA-42745 | Font del Gat (Barcelona) · Vegeu més fotos d'aquest monument · Carregueu una nova foto d'aquest monument                                    |
| Habitatges la Vinya                                                          |           | Darreres tendències 1966-1968                                         | Barcelona C. Alts Forns, 85 - c. Ferrocarrils Catalans, 71-85         | 41° 21′ 37″ N, 2° 08′ 33″ E / 41.36026°N,2.14263°E   | IPA-46059 | Habitatges la Vinya (Barcelona) · Vegeu més fotos d'aquest monument · Carregueu una nova foto d'aquest monument                             |
| Mirador de l'Alcalde                                                         |           | Postmodernisme 1963-1969                                              | Barcelona Ctra. de Montjuïc, 41-51                                    | 41° 22′ 03″ N, 2° 10′ 09″ E / 41.36750°N,2.16929°E   | IPA-46070 | Mirador de l'Alcalde (Barcelona) · Vegeu més fotos d'aquest monument · Carregueu una nova foto d'aquest monument                            |
| Torre de Telecomunicacions de Montjuïc, Torre Calatrava                      |           | Santiago Calatrava 1989                                               | Barcelona C. Pierre de Coubertin, 8, Anella Olímpica de Montjuïc      | 41° 21′ 51″ N, 2° 09′ 02″ E / 41.3642°N,2.1506°E     | IPA-46097 | Torre de Telecomunicacions de Montjuïc (Barcelona) · Vegeu més fotos d'aquest monument · Carregueu una nova foto d'aquest monument          |
| Plaça dels Països Catalans                                                   |           | Postmodernisme, Escola de Barcelona 1981-1983                         | Barcelona Pl. dels Països Catalans                                    | 41° 22′ 48″ N, 2° 08′ 31″ E / 41.3801°N,2.1419°E     | IPA-46109 | Plaça dels Països Catalans (Barcelona) · Vegeu més fotos d'aquest monument · Carregueu una nova foto d'aquest monument                      |
| Parc de l'Espanya Industrial                                                 |           | Postmodernisme 1926-1985                                              | Barcelona C. Muntadas, 1-5 - c. Rector Triadó, 75-79 - c. Watt, 24-34 | 41° 22′ 38″ N, 2° 08′ 26″ E / 41.3773°N,2.1406°E     | IPA-46111 | Parc de l'Espanya Industrial (Barcelona) · Vegeu més fotos d'aquest monument · Carregueu una nova foto d'aquest monument                    |
| Anella Olímpica de Montjuïc                                                  |           | Postmodernisme, Escola de Barcelona 1983-1989                         | Barcelona Av. de l'Estadi, Parc de Montjuïc                           | 41° 21′ 47″ N, 2° 09′ 07″ E / 41.363°N,2.152°E       | IPA-46118 | Anella Olímpica de Montjuïc (Barcelona) · Vegeu més fotos d'aquest monument · Carregueu una nova foto d'aquest monument                     |
| Jardí Botànic i Institut Botànic de Barcelona                                |           | Obres post-olímpiques 1989-2001                                       | Barcelona Pg. del Migdia - c. Doctor Font Quer, Montjuïc              | 41° 21′ 42″ N, 2° 09′ 31″ E / 41.3618°N,2.1587°E     | IPA-46141 | Jardí Botànic (Barcelona) · Vegeu més fotos d'aquest monument · Carregueu una nova foto d'aquest monument                                   |
| Central Transformadora de Sants                                              |           | Modernisme Joan Bergós Massó 1924-1926                                | Barcelona C. Riera de Tena, 58-60 - c. Burgos                         | 41° 22′ 23″ N, 2° 08′ 02″ E / 41.37304°N,2.13399°E   | IPA-49309 | Central Transformadora de Sants (Barcelona) · Vegeu més fotos d'aquest monument · Carregueu una nova foto d'aquest monument                 |
| Casa Antoni Pidelaserra I                                                    |           | Noucentisme Modest Feu i Estrada 1922                                 | Barcelona C. Tenor Masini, 71 - c. Rosés, 23                          | 41° 22′ 41″ N, 2° 07′ 53″ E / 41.37806°N,2.13150°E   | IPA-50878 | Casa Antoni Pidelaserra I (Barcelona) · Vegeu més fotos d'aquest monument · Carregueu una nova foto d'aquest monument                       |
| Casa Antoni Pidelaserra II                                                   |           | Noucentisme Modest Feu i Estrada 1926                                 | Barcelona C. Tenor Masini, 77 - c. Melcior de Palau, 18-22            | 41° 22′ 42″ N, 2° 07′ 53″ E / 41.37847°N,2.13133°E   | IPA-50879 | Casa Antoni Pidelaserra II (Barcelona) · Vegeu més fotos d'aquest monument · Carregueu una nova foto d'aquest monument                      |
| Escola del Bosc del Parc de Montjuïc                                         |           | Noucentisme Antoni de Falguera Sivilla XX                             | Barcelona Av. Miramar, 7-9                                            | 41° 22′ 10″ N, 2° 09′ 38″ E / 41.36940°N,2.16067°E   | IPA-51003 | Escola del Bosc del Parc de Montjuïc (Barcelona) · Vegeu més fotos d'aquest monument · Carregueu una nova foto d'aquest monument            |
| Panteó família Patxot-Rabell                                                 |           | Noucentisme Josep Danés Torras XX                                     | Barcelona Cementiri de Montjuïc, Via Santa Eulàlia, 30                | 41° 21′ 10″ N, 2° 09′ 12″ E / 41.352755°N,2.153353°E | IPA-51064 | Panteó família Patxot-Rabell (Barcelona) · Vegeu més fotos d'aquest monument · Carregueu una nova foto d'aquest monument                    |
| Terrasses de Miramar                                                         |           | Noucentisme 1917-1929                                                 | Barcelona Pl. de l'Armada                                             | 41° 22′ 13″ N, 2° 10′ 16″ E / 41.3704°N,2.1710°E     | IPA-51074 | Terrasses de Miramar (Barcelona) · Vegeu més fotos d'aquest monument · Carregueu una nova foto d'aquest monument                            |
| Tomba de Josep Clarà                                                         |           | Noucentisme Josep Clarà Ayats XX                                      | Barcelona Cementiri de Montjüic, Via Sant Oleguer, 50                 | 41° 21′ 13″ N, 2° 09′ 16″ E / 41.353630°N,2.154339°E | IPA-51076 | Tomba de Josep Clarà (Barcelona) · Vegeu més fotos d'aquest monument · Carregueu una nova foto d'aquest monument                            |